# Chiesa di San Francesco da Paola (Savona)
La chiesa di San Francesco di Paola sorge a Savona, nel popoloso quartiere di Villapiana sviluppatosi nel corso del XX secolo.

## Struttura e opere d'arte

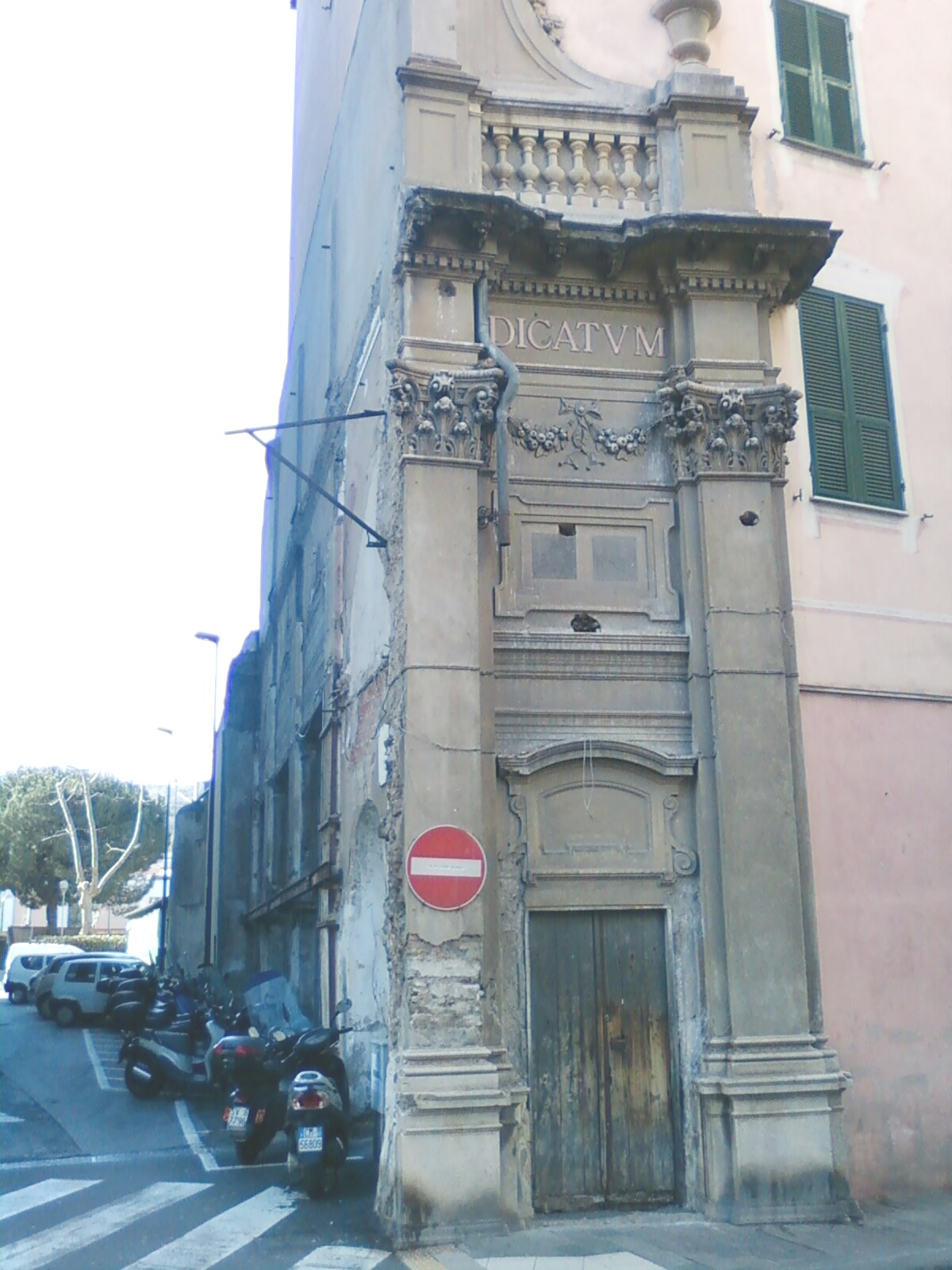
La chiesa seicentesca

La chiesa è stata costruita in sostituzione di una più antica, divenuta insufficiente per le esigenze del quartiere sviluppatosi a partire dagli anni Venti del Novecento, su un'area un tempo agricola, posta fuori dalle mura cittadine. La struttura ha ampie dimensioni ed è divisa in 3 navate con alto campanile addossato al lato destro, innalzato tra il 1958 e il 1961. All'interno si conservano un bassorilievo ceramico della Madonna di Misericordia della Fabbrica Folco di Savona, un crocefisso ligneo della scuola del Maragliano, un presepe di Aldo Tambuscio e Antonio Brilla, la Via Crucis e il bassorilievo dell'altare maggiore realizzate in pietra dal maestro Emilio Demetz.
Della antica chiesa demolita agli inizi degli anni cinquanta si conserva solo la navata sinistra inglobata in un edificio posto a circa cento metri di fronte all'attuale parrocchiale, sull'incrocio tra via Torino e via Tripoli. La primitiva chiesa, riedificata dai frati minimi di San Francesco da Paola agli inizi del XVII secolo su un'area di una preesistente chiesa duecentesca dedicata a san Lazzaro, era lunga meno di venti metri e divisa in tre navate con sei cappelle laterali. L'interno fu affrescato da Raffaello Resio e alcune tracce di pitture si intravedono ancora sui un muro superstite. Fu sconsacrata durante l'occupazione francese del 1796, riaperta al culto nel 1912 e definitivamente abbandonata nel 1951.

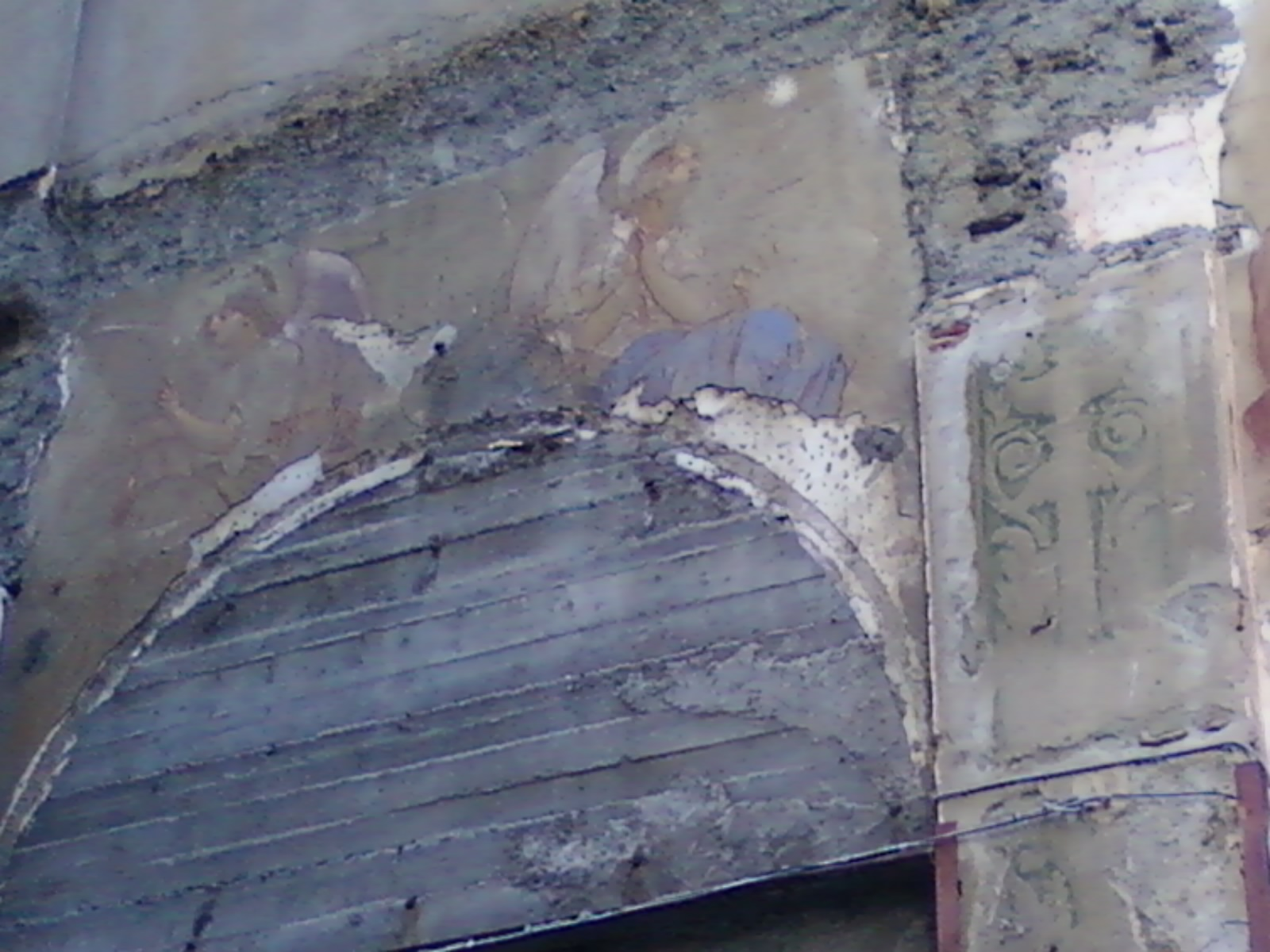
Tracce di affreschi